# Brisure de symétrie
Une symétrie est brisée quand un système ou les lois qui régissent son comportement cessent d'être invariants sous la transformation associée à cette symétrie.
On observe des brisures de symétrie en physique (de l'échelle microscopique jusqu'à celle de l'Univers), en chimie (dont de nombreuses transitions de phase) et en biologie (par exemple l'asymétrie gauche-droite chez les Bilatériens).

## Types de brisure de symétrie

### Brisure explicite de symétrie
Une symétrie est explicitement brisée lorsque la loi qui régit son comportement est modifiée et n'est plus invariante dû à une cause externe.
Par exemple, les lois de l'électromagnétisme dans le vide sont invariantes par translation, mais si on se place en présence d'un champ électrique ou magnétique de fond non nul (par exemple si on étudie le comportement d'électrons en présence du champ magnétique créé par un courant électrique dans le fil conducteur) alors le mouvement de particules chargées sera modifié du fait de la présence de ce champ externe. En théorie des vibrations, on démontre que des structures symétriques (par exemple périodiques) ont des fréquences propres multiples. Lorsqu'elles sont couplées à des fluides (en aéroélasticité par exemple) elles présentent une forte propension à l'instabilité, la brisure de symétrie intentionnelle permet de les stabiliser.

### Brisure spontanée de symétrie
Une symétrie est brisée spontanément lorsque les lois sous-jacentes sont invariantes sous la symétrie mais que la réalisation particulière du système observé ne l'est pas.
Par exemple, lorsqu'un matériau ferromagnétique, qui a une aimantation nulle à haute température, est refroidi en dessous d'une certaine température critique, il acquiert une aimantation non nulle. Lorsque la température est élevée, l'absence de direction privilégiée est compatible avec la symétrie de rotation, on parle aussi d'isotropie, que satisfont les lois microscopiques du matériau. Par contre à basse température le matériau acquiert spontanément une aimantation, ce qui donne une direction privilégiée (l'axe Nord-Sud) incompatible avec la symétrie de rotation, alors que les lois sont encore invariantes. Néanmoins bien que l'aimant ferromagnétique ait choisi une direction particulière, toute autre direction particulière aurait également pu être choisie a priori. Par exemple, en considérant un millier de tels aimants ferromagnétiques à basse température, chacun choisirait une direction différente et statistiquement aucune direction n'apparaitrait privilégiée.
C'est de cette manière que se reflète le fait que les lois restent invariantes : même lorsque la symétrie est brisée, elle l'est de façon statistiquement invariante. Par ailleurs une façon commode de détecter qu'une symétrie est spontanément brisée est de remarquer la présence d'un paramètre continu, ici la température, dans un certain régime où la symétrie est complètement restaurée (ici le domaine au-dessus de la température critique).